# 사업평가측정기법
사업평가측정기법(영어: Program Assessment Rating Tool, PART)은 미국 연방 정부의 모든 사업에 대해 효과성을 측정하기 위해 미국 관리예산실이 2002년부터 2007년까지 운영한 기법이다. 2002년 조지 W. 부시 대통령 때 제도로 되었는데, 부시 행정부는 이 기법을 1천개가 넘는 연방 정부 사업에 적용했고, 이는 연방 정부 예산의 98%에 해당한다. 버락 오바마 행정부는 이 기법에 의한 평가를 중단했다. 지금은 조지 W. 부시 온라인 대통령 아카이브에서 이 기법에 의한 평가 자료를 볼 수 있다.

## 역사
이 기법은 2004년 회계 연도의 연방 정부 예산에 처음 도입되었는데, 미국 연방 정부 사업들이 책임을 지고 결과를 성취하도록 하기 위해 과거에도 미국 대통령들이 해온 노력의 연장이라고 부시 행정부는 설명했다. 이 기법은 대통령이 관리하는 사안인 부시 행정부의 초기 청사진에서 나왔는데, 연방 정부의 예산 절차와 성과 자료를 통합하려는 목적을 설정했다.

## 집행
이 기법은 미국 관리예산실이 개발한 조사 도구로서, 관리예산실은 이 기법을 설계하고 각 사업에 최종 평가를 확정하는 것을 담당한다. 이 도구에 따른 질문 항목은 25개~30개인데, 이들을 분류하면 (1) 사업 목적과 설계, (2) 전략 계획, (3) 사업 관리, (4) 사업 결과라는 4가지로 분류된다. 이 질문들에 대한 답변에 근거하여, 각 사업에는 "효과적임 / 조금 효과적임 / 보통임 / 비효과적임" 중 하나가 부여되고, 점수도 매겨진다. 평가자들이 판정하지 못한다고 느끼는 경우에는 그 사업을 "결과가 확인되지 않음"으로 판정하는데, 이런 경우에는 보통 부정적인 평가에 해당하는 경우일 가능성이 크다. 관리예산실의 예산분석관은 그 사업을 담당한 기관의 직원과 폭넓게 상의하는데, 그렇다 하더라도 최종 판정은 관리예산실이 한다.

## 활용
부시 대통령은 이를 활용하여 2006년 회계 연도 예산에 있던 사업 중 150개를 폐지하는 것을 정당화했다. 어떤 연구 결과에 따르면, 이 기법에 따른 평가 점수는 대통령이 제안한 예산 변화와 다소 상관관계가 있었다.
| 결과                 | 2002년 | 2003년 | 2004년 | 2005년 | 2006년 | 2007년  |
| -------------------- | ------ | ------ | ------ | ------ | ------ | ------- |
| 효과적임             | 6%     | 11%    | 15%    | 15%    | 17%    | 19%     |
| 조금 효과적임        | 24%    | 26%    | 26%    | 29%    | 30%    | 32%     |
| 보통임               | 15%    | 20%    | 26%    | 28%    | 28%    | 29%     |
| 비효과적임           | 5%     | 5%     | 4%     | 4%     | 3%     | 3%      |
| 결과가 확인되지 않음 | 50%    | 38%    | 29%    | 24%    | 22%    | 17%     |
| 총 사업 수           | 234개  | 407개  | 607개  | 793개  | 977개  | 1,017개 |

## 반응
미국 의회에서는 다소 의견이 갈렸다. 그러나 의회는 이 기법에 의한 평가 결과 점수에 큰 관심을 보이지는 않았다. 헤리티지 재단의 학자들은 이 기법이 정부의 규모를 줄이는 데 도움이 될 것이라며 지지했다. 이 기법은 2005년 정부혁신네트워크상을 받았고, 이 기법은 스코틀랜드와 태국에서 비슷한 기법으로 이어졌다.
이 기법은 특히 미국 민주당 의원들로부터 의심을 받으면서, 미국 의회에서 제도로 확정되지 못했고, 계속 이어지지 않았다.

## 같이 보기
- 정부성과결과법 (Government Performance and Results Act, GPRA)